# Heigham
Heigham eller Higham var en civil parish fram till 1890 när den uppgick i civil parish Norwich, i grevskapet Norfolk i England. Civil parish hade 6 378 invånare år 1881. Byn nämndes i Domedagsboken (Domesday Book) år 1086, och kallades då Hecham.